# اختیار عبدالله‌اف
اختیار بختیاروویچ عبدالله‌اف (ازبکی: Ixtiyor Baxtiyorovich Abdullayev؛ زادهٔ ۲۲ مهٔ ۱۹۶۶) رئیس سرویس امنیت ملی ازبکستان است که توسط رئیس‌جمهور شوکت میرضیایف به جای رستم عنایتوف در ژانویه ۲۰۱۸ منصوب شد. او در فوریه ۲۰۱۹ به دلیل ادعاهایی مبنی بر شنود تلفن رئیس‌جمهور شوکت میرضیایف از این سمت برکنار شد. عبدالله‌اف قبلاً از سال ۲۰۱۵ به عنوان دادستان کل ازبکستان خدمت کرده بود. او پیش از این به عنوان مشاور رئیس‌جمهور خدمت می‌کرد، قبل از اینکه رشید قدیروف به عنوان دادستان کل جایگزین شود.